# カツドウ屋一代
『カツドウ屋一代』（かつどうやいちだい）は、1968年4月4日から1968年9月26日まで、毎日放送（制作）・NET（現・テレビ朝日）系列の毎週木曜日20:00〜20:56枠で放映されたテレビドラマ。全26回。

## 概要
日本最初の時代劇映画『本能寺合戦』の監督を務め、映画一筋に打ち込んで「日本映画の父」と言われた牧野省三の一代記。省三を支えた妻・知世子との愛と苦闘の物語と共に描いた。本作の主演を務めた長門裕之が設立した「人間プロダクション」の初製作作品である。長門と南田洋子の夫妻が実祖父の省三夫妻を演じ、津川雅彦、沢村貞子、加東大介、加藤勢津子らのマキノ家一族も多く出演。田村高廣も実父の阪東妻三郎役で出演した。一方で本作の制作費は異様にかさみ、2億円近い赤字を出したと言われる。

## キャスト
- 牧野省三：長門裕之
- 牧野（多田）知世子：南田洋子
- 牧野彌奈（省三の母）：浪花千栄子
- 藤野齋（省三の父）：月形龍之介
- 牧野正博（マキノ雅弘）：津川雅彦
- 沢村貞子
- 千本組荒虎三左衛門親分:加東大介
- 牧野京子（省三の妹）：加藤勢津子
- 多田虎之助[知世子の父]：中村鴈治郎
- 横田永之助：南原宏治
- 清やん（カメラマン）：立岡晃
- 片岡千恵蔵：里見浩太朗
- 尾上松之助：西村晃
- 市川新四郎：徳大寺伸
- 片岡市太郎：小林勝彦
- 牧野冨榮（省三の長女）：桃山みつる
- 牧野恵美子（マキノ智子）：伊藤榮子
- 山本學
- 市川姉蔵：市山松扇
- 直木三十五：日下武史
- 月形龍之介：和崎俊哉
- 阪東妻三郎：田村高廣
- 中村玉緒
- 財津一郎
- 梶川武利
- 山口幸生
- 夏目俊二
- 原健策
- ミヤコ蝶々

- 大山のぶ代
- 柳生博
- 笈田勝弘
- 森乃福郎
- 北上弥太朗
- 水上保弘
- 牧野雅美
- 水島道太郎
- 三津安永
- 江田嶋隆
- 春丘典子
- 高村敏郎
- 国富諭
- 河村有紀
- 谷口完
- 三角八郎
- 宗方勝巳
- 武田禎子
- 清川新吾
- 桜町弘子
- 武原英子
- 高森和子
- 長内美那子
- 菅貫太郎
- 中野誠也
- 山田桂子
- 人見きよし
- 河津清三郎
- 前田吟

- 姿美千子
- 近藤正臣
- 林浩久
- 夏川かほる
- 多賀勝
- 北村美蓉子
- 新城邦輔
- 平松裕子
- 南都雄二
- 中村芳子
- 本郷秀雄
- 中田浩二
- 茶川一郎
- 楠年明
- 市川男女之助
- 北原将光
- 鶴田桂子
- 勝山まゆみ
- 藤山直美
- 海老江寛
- マキノ佐代子
- 楠義孝
- 千原万紀子
- 春丘典子
- 日高久
- 西川ひかる
- 内出良子
- 坪山裕子

## スタッフ
- プロデューサー：水の江瀧子
- 原作：マキノ雅弘『カツドウ屋一代』
- 脚本：土居通芳、杉本守、本山大生、石森史郎、倉本聰、吉村寛之、井戸広夫、岸生朗、水島善弥
- 監督：土居通芳、長門裕之、マキノ雅弘、内出好吉
- 監修：マキノ雅弘
- 音楽：山本直純
- 制作：人間プロダクション、毎日放送

## サブタイトル
| 話数 | 放送日       | サブタイトル             | 脚本               | 演出                 |
| ---- | ------------ | ------------------------ | ------------------ | -------------------- |
| 1    | 1968年4月4日 | （サブタイトル無し）     | 土居通芳           | 土居通芳             |
| 2    | 4月11日      | （〃）                   | 土居通芳           | 土居通芳             |
| 3    | 4月18日      | （〃）                   | 土居通芳           | 土居通芳             |
| 4    | 4月25日      | （〃）                   | 杉本守             | 土居通芳             |
| 5    | 5月2日       | （〃）                   | 本山大生           | 土居通芳             |
| 6    | 5月9日       | （〃）                   | 本山大生           | マキノ雅弘、長門裕之 |
| 7    | 5月16日      | 目玉の松ちゃん売り出す   | 石森史郎           | マキノ雅弘、長門裕之 |
| 8    | 5月23日      | 松ちゃん斬りまくる       | 本山大生           | 内出好吉             |
| 9    | 5月30日      | 好敵手現わる             | 倉本聰             | 内出好吉             |
| 10   | 6月6日       | 忍術映画大当り           | 本山大生           | 内出好吉             |
| 11   | 6月13日      | 鬼の目に涙がわく         | 倉本聰             | 内出好吉             |
| 12   | 6月20日      | 狐と狸をだます           | 倉本聰             | 内出好吉             |
| 13   | 6月27日      | 男ならやってみな         |                    | 内出好吉             |
| 14   | 7月4日       | いかす野郎ども           | 吉村寛之、井戸広夫 | 内出好吉             |
| 15   | 7月11日      | 七人の子供と十五人の居候 | 吉村寛之           | 内出好吉             |
| 16   | 7月18日      | 紫頭巾あらわる           | 岸生朗             | 内出好吉             |
| 17   | 7月25日      | 七人の敵あり             |                    | 内出好吉             |
| 18   | 8月1日       | 女房と女親分             | 本山大生           | 内出好吉             |
| 19   | 8月8日       | 女の中にいる悪魔         | 本山大生           | 内出好吉             |
| 20   | 8月15日      | かけおち                 | 本山大生           | 内出好吉             |
| 21   | 8月22日      | 恋の橋                   | 本山大生           | 内出好吉             |
| 22   | 8月29日      | 忠臣蔵前夜               | 本山大生           | 内出好吉             |
| 23   | 9月5日       | でっかい夢               | 水島善弥           | 内出好吉             |
| 24   | 9月12日      | 君恋し                   | 水島善弥           | 内出好吉             |
| 25   | 9月19日      | スター誕生               | 水島善弥           | 内出好吉             |
| 26   | 9月26日      | 不死鳥                   | 水島善弥           | 内出好吉             |